# 로베르 1세 드 노르망디 공작
로베르 1세(프랑스어: Robert I, 1000년경 ~ 1035년 7월 3일)는 노르망디 공작이다. 화려공(le Magnifique), 악마공(le Diable) 등의 별명으로 불리기도 한다.
선량공 리샤르 2세의 아들로, 어머니는 브르타뉴 공작 코난 1세의 딸 유디트다. 형 리샤르 3세의 죽음으로 노르망디 공작위를 물려받았으며, 리샤르 3세를 죽인 것은 로베르 1세라는 의혹이 제기되기도 했다.
로베르 1세는 1035년에 예루살렘 순례를 떠났다가 귀환 중에 병사했다. 그에게는 팔레즈 성읍 출신의 평민의 딸 에를르바(아를레트)와의 사이에서 1남 1녀를 두었고, 순례를 떠나기 전 아들 기욤을 자신의 후계자로 지명해 두었다. 덕분에 큰 반대없이 공작위를 계승하여 기욤 2세가 되었고, 이후 잉글랜드 왕국을 정복하여 잉글랜드 왕으로 즉위하여 노르만 왕조를 창설했다.